# تواسانکش
تواسانکش، روستایی از توابع بخش رحیم‌آباد شهرستان رودسر در استان گیلان ایران است.

## جمعیت
این روستا در دهستان اشکور سفلی قرار دارد و براساس سرشماری مرکز آمار ایران در سال 1395، جمعیت آن 145نفر (46خانوار) بوده‌است.بعد از زلزله سال 1369با تغییر مکان روستا به نام بارگاه دشت  تغییر |یدا کرده .